# .pk
A .pk Pakisztán internetes legfelső szintű tartomány kódja.
2005-től kezdve a védjeggyel rendelkezők regisztrálhatnak második szintű domaint, a többiek ma még a következő kategóriák alá regisztrálhatnak:
- .com.pk: üzletek és magánszemélyek
- .net.pk: hálózattal kapcsolatos társaságok
- .edu.pk: oktatási intézmények
- .org.pk: nonprofit szervezetek
- .fam.pk: családok és magánszemélyek
- .biz.pk
- .web.pk: weboldalak
- .gov.pk.: kormányzati oldalak
- .gob.pk: Beludzsisztán kormányának oldalai
- .gon.pk: az NWFP kormányának oldalai
- .gop.pk: Pandzsáb kormányának az oldalai
- .gos.pk: Szindh kormányának oldalai